# 남원 견두산 마애여래입상
남원 견두산 마애여래입상(南原 犬頭山 磨崖如來立像)은 대한민국 전북특별자치도 남원시에 있는 고려시대의 마애불이다. 2003년 5월 16일 전라북도의 유형문화재 제199호로 지정되었다.

## 개요
수지면 신덕마을 뒤 견두산 입구에서 약 6km 정도 올라가면 산 정상이 있고 정상에 있는 묘를 좌측으로 하고 내려서면 높이 5m 내외의 거대한 암벽이 자리하고 있다.
암벽의 하단 약 2.5m 지점에 새겨진 이 마애불은 현재 무릎 이하 부분이 결실되어 정확한 규모는 알 수 없으나 연화좌대를 포함한 불상의 높이는 3.2m, 어깨폭 78cm, 두부길이 58cm에 이르는 대형의 마애여래입상이다.
비만형의 얼굴에 장대한 신체는 건장한 체구를 이루고 있으며 눈은 좌우로 치켜 올라간 듯하고 두툼한 코, 꽉 다문 입 등 전체적으로 경직된 표정을 짓고 있다.
민머리 위에는 상투 모양의 육계가 넓적하고 큼직하게 표현되었는데 머리가 양쪽 이마부분에까지 넓게 표현되어 모자를 쓴 것처럼 두툼하게 표현되었다. 이마 중앙에 백호가 뚜렷하며 인중이 매우 짧아 마치 코와 입이 붙어있는 듯한 느낌을 주고 있다.
목에는 3개의 주름인 삼도가 뚜렷하며 어깨가 딱 벌어진 장대한 신체에는 우견편단의 법의를 걸쳤다. 왼쪽 어깨를 감싼 법의 자락은 오른쪽 겨드랑이 밑으로 완만한 U자형의 주름을 이루며 온몸을 감싸고 발목부근까지 흘러내렸다.
두 손은 양옆으로 벌려 설법을 하고 있는 듯 오른손은 가슴 위로 들어올려 손목을 밖으로 꺾었으며 왼손은 엄지와 인지를 살짝 맞대고 몸밖으로 향해 들었다.
광배는 불상 주위를 얕게 파낸 후 두광과 신광을 표현하였고 머리 윗부분에는 움푹 홈이 파여 있어 이 부분에 무엇인가를 끼워 불상을 보호했던 흔적이 남아 있다.
이 마애불은 저부조의 선각에 가까운 조각기법과 장대한 신체표현, 손 모양의 형태, 비만한 듯한 얼굴에 꽉 다문 입 등의 얼굴표정은 여원치마애불상 등 남원 지역 마애불과 친연성을 보여주며 제작연대는 고려시대 전반 ∼ 중반경으로 추정된다.

## 참고 자료
- 견두산마애여래입상 - 국가유산청 국가유산포털